# Publications of the Carnegie Institution of Washington
Publications of the Carnegie Institution of Washington (abreviado Publ. Carnegie Inst. Wash.) es una revista con ilustraciones y descripciones botánicas que es editada en Washington D. C. por el Instituto Carnegie desde el año 1902.